# Dick Shawn
Dick Shawn, pseudonimo di Richard Schulefand (Buffalo, 1º dicembre 1923 – San Diego, 17 aprile 1987), è stato un comico e attore statunitense.

## Biografia
Shawn era sposato dal 1946 con Rita Bachner, dalla quale ebbe quattro figli: Amy, Wendy (sposata con Joey Travolta, il fratello maggiore di John), Adam e Jennifer. Aveva anche una nipote, Rachel Travolta. Visse per molti anni a Englewood, nel New Jersey. 
Shawn morì il 17 aprile 1987, all'età di 63 anni, durante uno spettacolo all'Università della California, San Diego. Quando cadde a faccia in giù sul palco, il pubblico pensava che facesse parte del suo show, inconsapevole dell'attacco di cuore che egli aveva appena subito. Il giorno successivo, il quotidiano San Diego Union riportò che Shawn era effettivamente deceduto durante la performance. È sepolto nel cimitero ebraico Hillside Memorial Park Cemetery a Culver City, California.

## Filmografia parziale

### Cinema
- Sesso debole? (The Opposite Sex), regia di David Miller (1956)
- Svegliami quando è finito (Wake Me When It's Over), regia di Mervyn LeRoy (1960)
- Alì mago d'Oriente (The Wizard of Baghdad), regia di George Sherman (1960)
- Questo pazzo, pazzo, pazzo, pazzo mondo (It's a Mad, Mad, Mad, Mad World), regia di Stanley Kramer (1963)
- Una ragazza da sedurre (A Very Special Favor), regia di Michael Gordon (1965)
- Papà, ma che cosa hai fatto in guerra? (What Did You Do in the War, Daddy?), regia di Blake Edwards (1966)
- Stazione luna (Way... Way Out), regia di Gordon Douglas (1966)
- Penelope, la magnifica ladra (Penelope), regia di Arthur Hiller (1966)
- Per favore, non toccate le vecchiette (The Producers), regia di Mel Brooks (1967)
- Lieto fine (The Happy Ending), regia di Richard Brooks (1969)
- Amore al primo morso (Love at First Bite), regia di Stan Dragoti (1979)
- I vendicatori della notte (Young Warriors), regia di Lawrence David Foldes (1983)
- Angel Killer (Angel), regia di Robert Vincent O'Neill (1984)
- Acqua in bocca (Water), regia di Dick Clement (1985)
- A tutta birra (Beer), regia di Patrick Kelly (1985)
- Captain EO, regia di Francis Ford Coppola (1986) - corto
- A servizio ereditiera offresi (Maid to Order), regia di Amy Holden Jones (1987)

### Televisione
- June Allyson Show (The DuPont Show with June Allyson) – serie TV, episodio 2x21 (1961)
- General Electric Theater – serie TV, episodio 9x15 (1961)
- Michael Shayne – serie TV episodio 1x29 (1961)
- Scacco matto (Checkmate) – serie TV, episodio 1x18 (1961)
- ABC Stage 67 – serie TV, episodio 1x23 (1967)
- Tre cuori in affitto (Three's Company) – serie TV, 1 episodio (1983)
- Un salto nel buio (Tales from the Darkside) – serie TV, episodio 1x19 (1985)
- Ai confini della realtà (The Twilight Zone) – serie TV, 1 episodio (1986)
- Storie incredibili (Amazing Stories) – serie TV, episodio 2x21 (1987)

## Doppiatori italiani
- Pino Locchi in Svegliami quando è finito
- Cesare Barbetti in Questo pazzo, pazzo, pazzo, pazzo mondo, Penelope la magnifica ladra
- Gigi Proietti in Per favore, non toccate le vecchiette